# Mont-Dragon (roman)
Pour l’article ayant un titre homophone, voir Mondragon.
Cet article concerne le roman. Pour l'article sur le film, voir Mont-Dragon.
Mont-Dragon est un roman de Robert Margerit, paru en 1944.

## Résumé
Dans un manoir isolé du Limousin, pendant l'Occupation, les Boismênil élèvent des chevaux au creux d'un profond vallon. Pour assurer la meilleure réussite financière à cette entreprise familiale, ils cherchent un écuyer idéal qu'ils trouvent en la personne de Georges Dormond. Mais cet homme mystérieux, qui se révèle un excellent professionnel, s'intéresse de plus en plus, et davantage que sa position ne le lui permet, à Madame de Boismênil, veuve encore très désirable, et à la jeune Marthe, sa fille, qu'il va peu à peu tenter de corrompre.

## Commentaire
Dans La Littérature à l'estomac (1950), Julien Gracq écrit : « Le seul roman français qui m'ait vraiment intéressé depuis la Libération est un ouvrage obscur de Robert Margerit, Mont-Dragon. »

## Éditions
- Paris, éditions Colbert, 1944 (BNF 32418330)
- Paris, éditions Gallimard, 1952 (BNF 32418331)
- Paris, LGF, coll. « Le Livre de poche » no 2621, 1969 (BNF 33090037)
- Paris, éditions Gallimard, coll. « Folio » no 472, 1973  (ISBN 2-07-036472-0)
- Paris, La Table ronde, coll. « Le petit vermillon » no 249, 2006  (ISBN 2-7103-2747-3), avec une préface de François-Jean Authier

## Adaptation cinématographique
- 1970 : Mont-Dragon, film franco-belge réalisé par Jean Valère, avec Jacques Brel (Georges Dormond), Françoise Prévost (la comtesse Germaine de Boismenil) et Carole André (Marthe de Boismenil)